# Niviventer coninga
Niviventer coninga és una espècie de mamífer rosegador de la família dels múrids. És endèmica de Taiwan, on viu a altituds de fins a 2.000 msnm. Els seus hàbitats naturals són els boscos de frondoses, els marges d'aquests boscos i els matollars. És una espècie en risc mínim, és a dir, no sembla que hi hagi cap amenaça significativa per a la seva supervivència. El seu nom específic, coninga, es refereix a Koxinga, militar xinès del segle XVII.